# Nigeria Premier League
Nigerian Premier League (Globacom Premier League) to najwyższa klasa rozgrywkowa klubów piłki nożnej w Nigerii. Rozgrywki ligi toczą się od 1972 roku pod patronatem Nigeryjskiego Związku Piłki Nożnej. Obecna forma rozgrywek istnieje od 2004 roku. Sponsorem ligi od 2007 roku jest Globacom, nigeryjska firma telekomunikacyjna (jej nazwa widnieje także w oficjalnej nazwie ligi). Drugą ligą nigeryjską jest Nigeria National League.

## Uczestnicy w sezonie 2021/22
/*po nazwie klubu widnieje miasto, z którego pochodzi
- Abia Warriors - (Umuahia)
- Akwa United - (Uyo)
- Dakkada - (Uyo)
- Enugu Rangers
- Enyimba FC - (Aba)
- Gombe United F.C. - (Bauchi)
- Heartland FC  - (Owerri)
- Kano Pillars F.C.
- Katsina United
- Kwara United F.C. - (Ilorin)
- Lobi Stars - (Makurdi)
- MFM FC - (Lagos)
- Nasarawa United - (Lafia)
- Niger Tornadoes - (Minna)
- Plateau United - (Jos)
- Remo Stars - (Ikenne)
- Rivers United - (Port Harcourt)
- Shooting Stars FC - (Ibadan)
- Sunshine Stars - (Akure)
- Wikki Tourists - (Bauchi)

## Przyszłe zmiany
Po rozgrywkach ligowych w 2006 liga miała zmienić tok rozgrywek na ten znany z europejskich lig, tzn. początek ligi około sierpnia, a koniec około maja. Projekt ten na razie nie został zatwierdzony przez Kongres NPL, ale wszedł on w życie dopiero po sezonie 2007.

## Zwycięzcy
| - 1972 : Mighty Jets (Jos) - 1973 : Bendel Insurance (Benin City) - 1974 : Rangers International (Enugu) - 1975 : Rangers International (Enugu) - 1976 : Shooting Stars FC (Ibadan) - 1977 : - - 1978 : Racca Rovers (Kano) - 1979 : Bendel Insurance (Benin City) - 1980 : Shooting Stars FC (Ibadan) - 1981 : Rangers International (Enugu) - 1982 : Rangers International (Enugu) - 1983 : Shooting Stars FC (Ibadan) |  | - 1984 : Rangers International (Enugu) - 1985 : New Nigeria Bank (Benin City) - 1986 : Leventis United (Ibadan) - 1987 : Iwuanyanwu Nationale (Owerri) - 1988 : Iwuanyanwu Nationale (Owerri) - 1989 : Iwuanyanwu Nationale (Owerri) - 1990 : Iwuanyanwu Nationale (Owerri) - 1991 : Julius Berger (Lagos) - 1992 : Stationery Stores (Lagos) - 1993 : Iwuanyanwu Nationale (Owerri) - 1994 : BCC Lions (Gboko) - 1995 : Shooting Stars FC (Ibadan) |  | - 1996 : Udoji United (Awka) - 1997 : Eagle Cement (Port Harcourt) - 1998 : Shooting Stars FC (Ibadan) - 1999 : Lobi Stars (Makurdi) - 2000 : Julius Berger (Lagos) - 2001 : Enyimba FC (Aba) - 2002 : Enyimba FC (Aba) - 2003 : Enyimba FC (Aba) - 2004 : Dolphins FC (Port Harcourt) - 2005 : Enyimba FC (Aba) - 2006 : Ocean Boys FC (Brass) - 2007 : Enyimba FC (Aba) |  | - 2008 : Kano Pillars FC (Kano) - 2009 : Bayelsa United FC (Yeangoa) - 2010 : Enyimba FC (Aba) - 2011 : Dolphins FC (Port Harcourt) - 2012 : Kano Pillars (Kano) - 2013 : Kano Pillars (Kano) - 2014 : Kano Pillars (Kano) - 2015 : Enyimba FC (Aba) - 2016 : Rangers International (Enugu) - 2017 : Plateau United (Jos) - 2018 : Liga odwołana po 24 kolejkach - 2019 : Enyimba FC (Aba) - 2019/20 : Liga anulowana po 25 kolejkach - 2020/21 : Akwa United (Uyo) |